# قناة الأهلي
قناة النادي الأهلي، هي قناة تلفزيونية رياضية مصرية تبث عن النادي الأهلي المصري أطلقت في نهاية عام 2008.
رئيس القناة إيهاب الخطيب
إنطلق البث الرسمي لقناة الأهلي في 12 مارس 2010، حين أعلن الكابتن حسن حمدي عن افتتاح قناة الأهلي رسميًا.

## تاريخ

شعار قناة الأهلي السابق

### الإنطلاقة

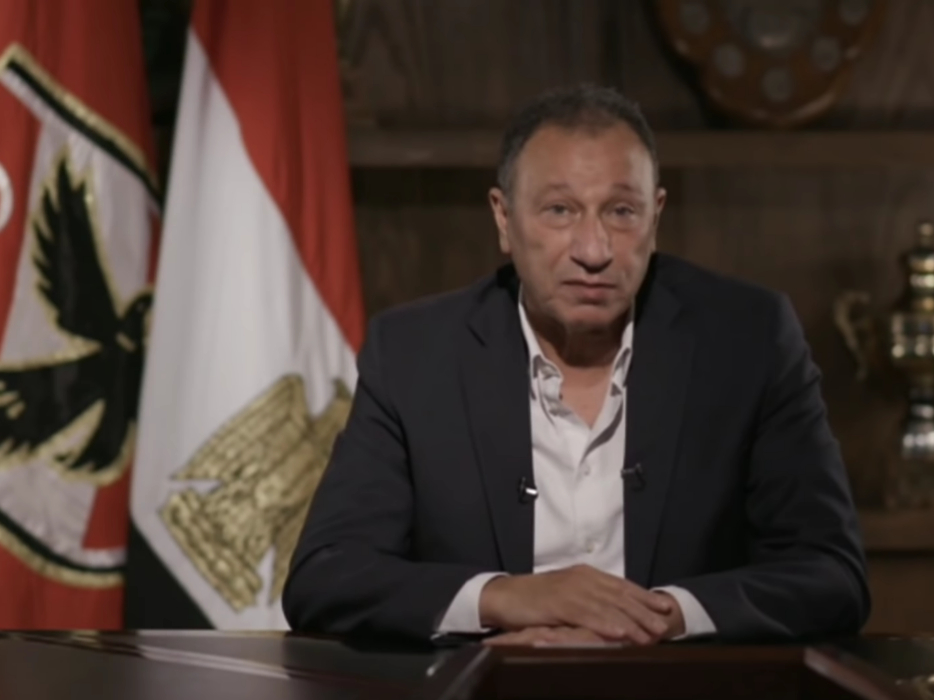
محمود الخطيب، رئيس النادي يتحدث عن افتتاح قناة الأهلي

جاء قرار انطلاق القناة مع بداية الموسم 2008 - 2009 بالتعاون مع شبكة راديو وتلفزيون العرب، وبالتحديد في يوم 6 أغسطس 2008.
تولت شركة بريزنتيشن سبورت مسئولية القناة اعتبارًا من منتصف عام 2016. ثم تولت شركة لايڤ إدارة تطوير القناة. والآن تتولى إدارة تطوير القناة شركة روزناما.

### إعادة هيكلة
بعد أن تولى خالد توحيد رئاسة القناة أعاد هيكلة برامج القناة فظهرت العديد من البرامج الأخرى مثل وقت إضافي ونجوم بكره وميدياسبورت، والتي أصبح برنامج الأهلي في الصحافة جزءا منها.[بحاجة لمصدر]

### خلافات
صاحبت انطلاق قناة النادي الأهلي من اتفاقية الأندية البث الفضائي ورغبته في نقل مبارياته حصريا على القناة أو دفع تعويض مناسب.

## برامج القناة
- البيت الكبير
- ملك وكتابة
- التريند
- السادسة
- الأشبال
- الأبطال
- 10 الصبح في الأهلي
- الأهلي خط أحمر
- كما يذاع مباريات الشباب والناشيئن وبعض المباريات والأهداف التاريخية.

## مقدمو البرامج
- هاني رمزي و سهام صالح مقدما برنامج البيت الكبير.
- عدلي القيعي وإبراهيم المنيسي مقدما برنامج ملك وكتابة.
- أحمد سمير و سارة محسن مقدما برنامج السادسة.
- محمد سعيد و أمير هشام مقدما برنامج التريند.
- أسامة حسني مقدم برنامج الأشبال.
- كريم كوجاك ونهاوند سري مقدما برنامج 10 الصبح في الأهلي.[12]
- هيثم السعيد مقدم برنامج الأبطال.
- أيمن شوقي مقدم الأستوديو التحليلي.[13][14]
- محمد فارس و أحمد أسامة مقدما برنامج الأهلي خط أحمر.

## المحللون
- علاء ميهوب
- عادل مصطفى
- هاني العجيزي
- شريف عبد المنعم
- أسامة عرابي
- عادل عبد الرحمن

## وصلات خارجية
- الموقع الرسمي